# Pedra de Ançã

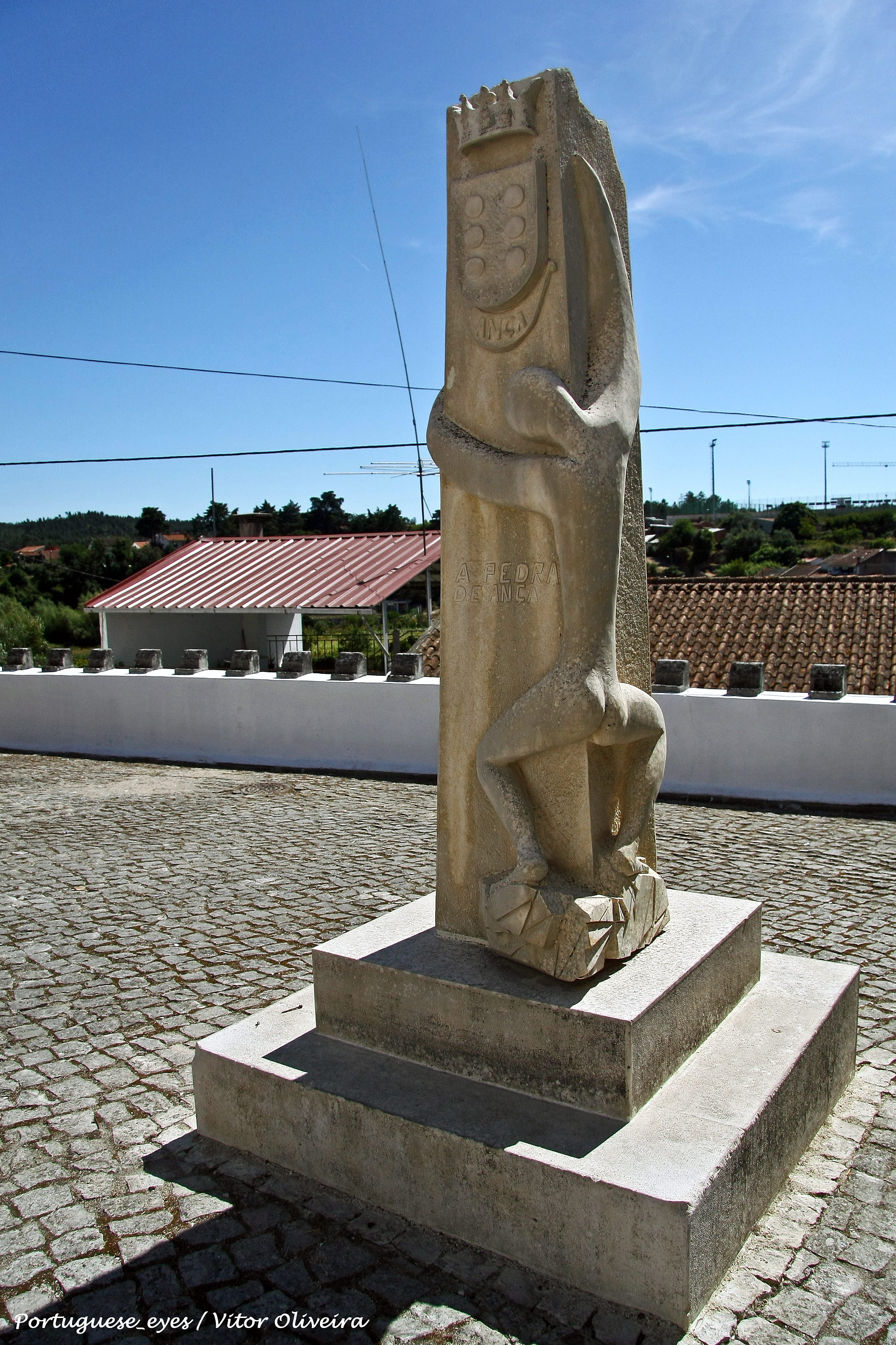
Monumento dedicado à Pedra de Ançã em Cantanhede

A pedra de Ançã é uma pedra calcária de cor clara, entre o amarelado e o branco-azulado, de textura oolítica, sem veios, muito macia, originária da região de Ançã, no concelho de Cantanhede. A estrutura compacta e muito fina do calcário de Ançã facilita o corte da rocha, trabalhos a pico e aperfeiçoamento a ponteiro e cinzel, características que levaram, desde a romanização do actual território português, à sua utilização em larga escala para arquitectura e escultura. A sua utilização em escultura ganhou grande expansão a partir do século XV e as obras realizadas com aquela pedra espalham-se por Portugal, grande parte de Espanha e por vários países da Europa.
A Pedra de Ançã é considerada Rocha Património Mundial, título atribuído pela Subcomissão de Rochas Património Mundial do IUGS (International Union of Geological Sciences), que trabalha em colaboração com a UNESCO.

## Origem e características
As principais pedreiras onde é extraída a pedra de Ançã situam-se de um e de outro lado da Várzea, vale que se estende entre Ançã e Portunhos, e prolongam-se um pouco além de Portunhos, até próximo de Outil. As jazidas exploradas integram-se no ramo setentrional da bacia Lusitânica, sendo exploradas camadas datadas do Bajociano (Jurássico Médio), com cerca de 174 milhões de anos de idade. Os calcários extraídos são de cor clara, branco-amarelada, raramente branco-azulado, de granulado muito fino, compacto e homogéneo, bioclástico e calciclástico, de tendência oolítica com cimento micrítico pouco espatizado. As variedades mais brandas, especialmente o branco brando, são pobres em esparite na matriz, estando esta mesmo ausente nas pedras mais moles.
Apesar de uma razoável constância nas características básicas, a pedra de Ançã aparece em diversos tipos: uma pedra branca, muito dura, usada para cantarias; uma pedra, também branca, mas branda, usada para escultura dada a sua facilidade de ser trabalhada; e uma pedra branca, ligeiramente azulada, muito rija, usada apenas como rachão.
Uma característica importante comum a todas as variedade é a sua baixa permeabilidade, consequência da sua baixa porosidade, o que permitiu a sua aplicação na construção de pias para azeite, vinho, lagares e recipientes para a água.
A sua alvura, particularmente a mais rija, tornou-a procurada para a fabricação de cal, especialmente de cal fina para a caiação, produzindo um produto de extrema alvura.
A pedra branca branda, de textura muito fina e branca foi a mais utilizada, pois pela sua brandura corta-se como se fosse madeira e admite toda a espécie de lavores, por mais pequenos e minuciosos que sejam. Quando utilizada como pedra de construção permite rendilhados ornamentais de grande finura e quando usada em estatuária permite obras de grande finura e pormenor. Quando exposta ao ar, adquire uma patine lisa e simples.
A pedra mole e branca de Ançã deteriora-se facilmente quando exposta ao ar e à humidade. Ensaios realizados pelo Laboratório Nacional de Engenharia Civil permitem concluir que as alterações são causadas por via química, por via física e pela acção de organismos vivos, mas que dependem da presença da água livre. Em consequência, deve apenas ser utilizado em cantarias, revestimentos ou estatuária de interiores ou para zonas exteriores abrigadas ou com baixa agressividade atmosférica.
Uma das soluções, utilizada aquando da construção da Igreja Matriz de Ançã, consiste na impregnação da pedra em leite, acreditando-se que a deposição de caseína do leite reduz a permeabilidade, evitando a penetração da água.

### Características técnicas
A pedra de Ançã apresenta as seguintes características técnicas médias:
- Resistência à compressão: 422 kg/cm²
- Resistência à compressão após teste de gelividade: 395 kg/cm²
- Resistência mecânica à flexão: 85 kg/cm²
- Densidade aparente: 2430 kg/m3
- Absorção de água à pressão atmosférica normal: 3,7 % (peso)
- Porosidade aberta: 6,4 % (volume)
- Coeficiente de dilatação linear térmica:[6] 2,9 x 10−6/°C
- Resistência ao desgaste (abrasímetro Amsler): 2,8 mm
- Resistência ao choque: 30 cm

## História
Este calcário foi inicial e principalmente empregue na arquitectura e na escultura, sendo numerosos, em Portugal, os monumentos arquitectónicos e escultóricos feitos em pedra de Ançã. Foi utilizado desde a ocupação do território pelos romanos e tem sido exportado para obras de arte em países de diversos continentes. Prova disso é a sua utilização no portal do Hospital Real de Santiago de Compostela e em diversas esculturas flamengas.
A exportação fazia-se por via marítima, transportando-se a pedra em carros de bois até à Quinta do Rol, sendo depois embarcada em barcaças que percorriam a Vala de Ançã, formada com águas da ribeira alimentada pelo caudal da grande nascente, denominada  Fonte de Ançã. Por essa vala partiam as barcaças, rio Mondego abaixo, até ao porto da Figueira da Foz. Aí era carregada em navios que a levavam até ao seu destino.
A abundância e qualidade da pedra de Ançã atraiu a Coimbra grandes escultores que ali produziram obras notáveis da estatuária religiosa e tumular portuguesa. Entre estes, contam-se: Mestre Pero, provavelmente originário de Aragão, que esculpiu o túmulo da Rainha Santa Isabel, para além de várias Nossas Senhoras do Ó, entre as quais as existentes em Santiago de Compostela e a Corunha; Gil Eanes, autor do portal do Mosteiro da Batalha; João Afonso escultor do túmulo de Afonso de Góis na Igreja Matriz de Góis; Diogo Pires, o Moço, e Diogo Pires, o Velho, autores de estatuária diversa; Nicolau de Chanterene,autor dos túmulos de D. Afonso Henriques e de D. Sancho I de Portugal e do portal da Igreja de Santa Cruz de Coimbra; João de Ruão, autor da Porta Especiosa e do altar da Capela do Santíssimo Sacramento da Sé Velha de Coimbra e do púlpito da Igreja de Santa Cruz daquela cidade.
Ainda hoje, na região, a partir de blocos de calcário explorados nas pedreiras, prepara-se, artesanalmente, pedra de cantaria, lintéis de portas e de janelas, guias de passeios, degraus de escadarias, colunas, corrimões, pias, altares e também esculturas. Os blocos de calcário de Ançã são utilizados também em fundações de edifícios, em paredes, passadeiras e no fabrico de cal.
A sua promoção levou à criação, por parte da Câmara Municipal do concelho de Cantanhede, no distrito de Coimbra, onde se situam as pedreiras, mais concretamente nas freguesias de Ançã, Outil e Portunhos, do Museu da Pedra do Município de Cantanhede, para além de outras actividades de estudo e divulgação.
O principal acervo do Museu da Pedra é constituído por artefactos arqueológicos recolhidos nas estações pré-históricas e romanas do concelho de Cantanhede, achados paleontológicos oriundos das pedreiras locais, estatuária e ornamentos realizados com pedra de Ançã, estatuária religiosa proveniente de igrejas e capelas da região e as ferramentas utilizadas na sua elaboração. O núcleo de exposições temporárias visa a divulgação de produção escultórica contemporânea e a realização de exibições temáticas relacionadas com a pedra e com a sua utilização.

## Património mundial
O calcário de Ançã é Pedra Património Mundial desde 2024. O processo de candidatura foi conduzido pelo Centro de Geociências da Universidade de Coimbra.
Entre outros fatores que contribuíram para a atribuição do “selo” da Unesco,conta-se a presença de muito património arquitetónico e escultórico já reconhecido como património da humanidade, e a perspetiva de concretização do projeto Geoparque Atlântico e respetiva integração na Rede Mundial de Geoparques.
O extraordinário património paleontológico que as pedreiras de Ançã encerram, o valor histórico, artístico e sociológico decorrente da exploração e utilização desse calcário ao longo de vários séculos, a importância desta pedra no período áureo da escultura e arquitetura, como é exemplo da renascença coimbrã que tinha a famosa “pedra de Ançã” como matéria prima por excelência, já mereceu a criação, em 2001, do Museu da Pedra em Cantanhede.